# Philygria longipennis
Philygria longipennis är en tvåvingeart som först beskrevs av Friedrich Georg Hendel 1930.  Philygria longipennis ingår i släktet Philygria och familjen vattenflugor. Inga underarter finns listade i Catalogue of Life.